# ラ・ペルーズ (レストラン)
ラ ペルーズLa Pérouseは5月から9月までの期間にスヘルデ川でフランドリア16、以前のフランドリアXVI の船上でレストラン船として運行されるフランドリアのレストラン会社である。
船名は探検家のラ・ペルーズ伯ジャン＝フランソワ・ド・ガローに由来する。

## 歴史
1970年代から1990年代にかけてミシュランの2つ星を獲得した。船はスルヘデ川のSteenに停泊した。
これまでイギリスのエリザベス2世、モナコのレーニエ3世とグレース公妃、ルクセンブルクのジャン大公子、ノルウェーのオーラヴ5世国王、エチオピアのハイレ・セラシエ1世、フランスのジョルジュ・ポンピドゥー大統領、日本の昭和天皇が船上で食事をした。.

### 現在の状況
営業を終了してから数年後、2001年にレストランは再開業した。 船はWillemdokに係留されているがスルヘデ川を巡航する。